# スペインの時

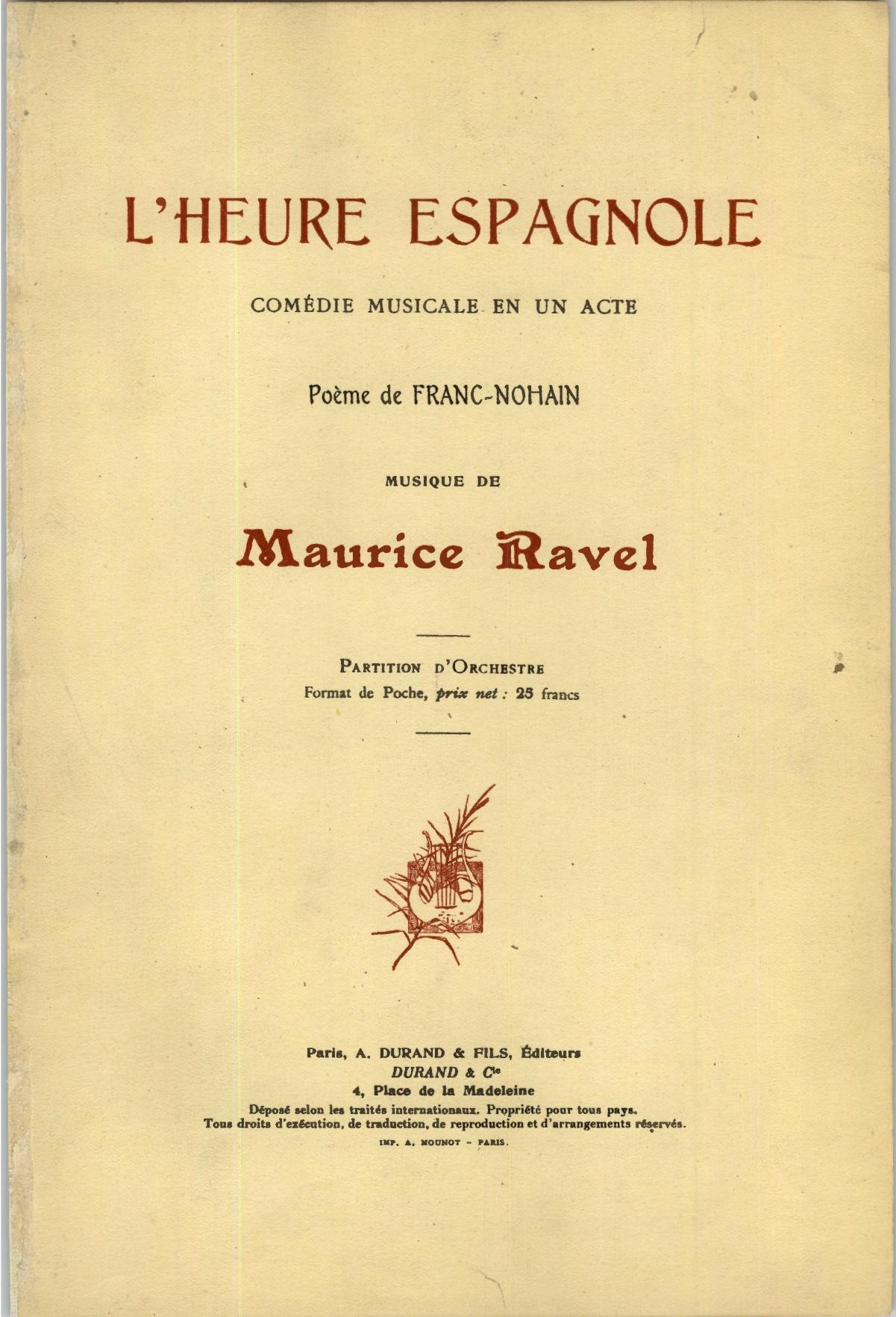
スコアの表紙

『スペインの時』 （スペインのとき、フランス語: L'heure espagnole）は、モーリス・ラヴェルが作曲した1幕もののオペラで、ラヴェルは自ら「コメディ・ミュジカル」（音楽喜劇）と銘打っている。リブレットは同名の原作の作者フラン・ノアンによる。初演は1911年5月19日にパリのオペラ＝コミック座で、アルベール・リュルマンの指揮、アルベール・カレの演出によって行われた。

## 作曲の経緯
ラヴェルは1907年にパリのオデオン座で、フラン・ノアンのファルサ（笑劇）『スペインの時』を観た際に、この劇を作曲することを決心した。原作者の了解を得た上で1907年に作曲を開始し、同年10月に短期間で完成された。しかし、初演はすぐには行われなかった。これは、当時のオペラ＝コミック座の支配人であるアルベール・カレがきわどい内容を含む本作が聴衆に受け入れられるかどうか疑問であったため、本作の受理を引き延ばしていた。

## 初演とその後

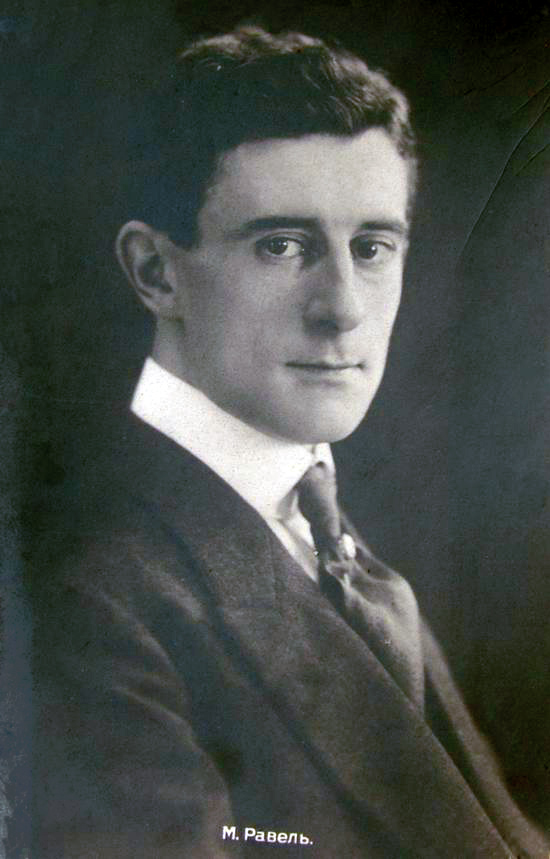
ラヴェル（1910年）

1911年5月19日の初演はマスネのフランス革命期を舞台にした因習的なオペラ『テレーズ』との2本立てで行われたが、これによって本作の乾いたユーモアが一層際立った。聴衆の中には憤慨する者や当惑する者がいた一方で、熱狂する者もいた。
批評家の反応は様々であった。ピエール・ラロはラヴェルの超然たる優越感にその楽しみを損なわれたと評したが、レイナルド・アーンはラヴェルの技法は〈一種の柔術〉であるとし、ラヴェルがスペイン風の半音階的語法の陰に隠しそこねた全音階的要素は好ましいと評した。
イギリス初演は1919年7月24日にロンドンのコヴェント・ガーデンロイヤル・オペラ・ハウスにて行われた。出演はドナルダ、マゲナら、指揮はピットであった。アメリカ初演は1920年 1月5日にシカゴ公会堂にて行われた。出演はガル、マゲナら、指揮はハッセルマンであった。
また、フランスでは1921年にパリ・オペラ座で主役にファニー・エルディ迎えて上演されたほか、1929年にミラノのスカラ座でもコンチータ・スペルビアが主役を務めて、上演された。
日本での初演は、1961年7月1日に、共立講堂で、藤原歌劇団/三石精一指揮、ABC交響楽団にて行われた。

## 音楽的特徴

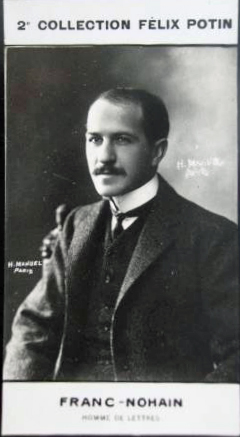
フラン・ノアン

『ラルース世界音楽事典』によれば、「活気を取り戻させるような緊張感を持つ、一種の《音楽による会話》である荒々しい本作の中でラヴェルはオペラ・ブッファの伝統に立ち返る意志を明らかにした。活発で対比のはっきりした、極端に細分化された会話によってフランス語の様々な抑揚と結びついたたぐい稀な柔軟性を持つ音楽によって、コメディア・デラルテに匹敵する登場人物によって、ラヴェルが到達するのは、まさにオペラ・ブッファの伝統なのである」。
また、「この音楽喜劇において、ラヴェルは台本の無邪気だが、やや押しつけがましく、きわどい冗談を適当に〈修正〉する皮肉な軽みや隠れたユーモアを表す術を知っていた。曲は楽しい発見に溢れている。突進して闘牛士の時計を壊してしまった牛を描写するグリッサンドやティンパニの打音、へぼ詩人ゴンサルヴェの歌うメロディの気まぐれな抒情性、粗野なラミロが介入するときのオーケストラ伴奏の多少表情で簡素な表現などである。フィナーレのハバネラは才気に溢れた5重唱で、聴衆の前に役者たちが勢ぞろいする」。
『新グローヴ オペラ事典』によれば、「本作はラヴェルの全経歴にまたがるスペインものの一翼を担う作品である。スペイン風の色付けをする必要性から、彼は現代的なオーケストラをヴィルトゥオーゾ的に用いた。彼はまた、それが「喜劇的な効果を強調し、誇張するにはうってつけだ」と感じていた。彼のオーケストレーションは華麗だが、「人間よりも時計の方が人間的だ」というしばしば繰り返されるコメントがいくぶんかの真実を含んでいる。舞台ではこの冷静な計算をごまかすのはしばしば困難である」。
菅野浩和によれば、「本作は内容的には喜歌劇風だが、常に生き生きとした、音楽化された会話によって運ばれている。しかし、いつも同じようなレチタティーヴォ調と言うのではなく、詩的な言葉を歌ったり、愛を告げたりするくだりはアリア風の流麗な旋律となっているが、古典的なオペラのように、アリアやレチタティーヴォが場面によって明確に区別されることはなく、自然に移り変わって行く。内容的にはコメディア・デラルテに連なる笑劇に近いが、登場人物の動きはマリオネット的でもあり、多分に風刺画を連想させる」と評している。
ラヴェルは本作の初演に際して、『フィガロ』誌の編集部に宛てて、次のように記している。私は「ずっと前からユーモア溢れる音楽作品を書くことを考えていました。フラン・ノアン氏の『スペインの時』を読んで、この奇妙な作品こそ、私のプロジェクトを実現するに相応しいものだと思ったのです。私の作品にあるユーモア精神は純粋に音楽的なものです。そこでは、笑いはオペレッタに見られるように、言葉に珍妙で気ままにアクセント付けするようなものではなく、奇抜な和声やリズムやメロディ・ラインやオーケストレーションによって得られるようになっています」。

## 演奏時間
約47分

## 楽器編成
- 木管楽器: ピッコロ、フルート2、オーボエ2、コーラングレ、クラリネット2、バスクラリネット、バスーン2、サリュソフォーン
- 金管楽器: ホルン4、トランペット2、トロンボーン3、コントラバスチューバ
- 打楽器: ティンパニ、時計の振り子、大太鼓、小太鼓、シンバル、チューブラーベル、カスタネット、ラチェット、グロッケンシュピール、スレイベル、スプリング、タンブリン、タムタム、トライアングル、むち
- 弦楽楽器ほか: 弦5部、チェレスタ、ハープ2、シロフォン

## 登場人物

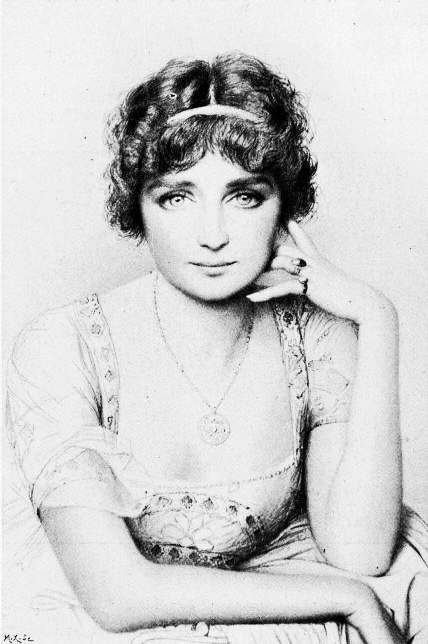
コンセプションを初演したジュヌヴィエーヴ・ヴィックス

| 人物名                 | 声域     | 役             | 初演時のキャスト 1911年5月19日 指揮：アルベール・リュルマン |
| ---------------------- | -------- | -------------- | ----------------------------------------------------------- |
| トルケマダ             | テノール | 時計屋の主人   | モーリス・カズヌーヴ                                        |
| コンセプシオン         | ソプラノ | トルケマダの妻 | ジュヌヴィエーヴ・ヴィックス                                |
| ゴンサルヴェ           | テノール | 独身の男、詩人 | モーリス・クロン                                            |
| ラミロ                 | バリトン | らば曳き       | ジャン・ペリエ                                              |
| ドン・イニーゴ・ゴメス | バス     | 銀行家         | エクトール・デュフランヌ                                    |

## あらすじ
時と場所：18世紀のトレドの町、トルケマダの時計店。

### 序奏
「小さな音をたてる時計の合唱」と言われる音楽で始まる。時計の音やオルゴールの音を表すために3台の違った速さで動くメトロノーム、鐘、弱音器をつけた弦、ピッコロ、サリュソフォーンのマウスピースなどが使われている。

### 第１場～第２場
ラバ曳きのラミロがトルケマダの店に入ってくる。闘牛士であった叔父にもらった時計を修理してくれという。トルケマダが時計を分解しようとすると、女房のコンセプシオンが入ってきて町の時計台の時計を調整に行くことを忘れていると仕事に行くことを促す。亭主が出かけようとすると、コンセプシオンは店の中にかさばる二つの大きな振り子時計のどちらかをはやく二階の部屋に持ってあがってくれと声を荒げる。しかし、亭主には重すぎる。トルケマダはラミロに帰りを待っていてくれと言うが、これはコンセプシオンには当て外れである。亭主の留守に愛人との浮気を楽しみにしているからだ。

### 第3場～第6場
コンセプションは「一週間のうち夫が留守になるたた1日がこんな頓馬な男のために台無しになるわ」と嘆く。
ラミロの存在が邪魔なコンセプシオンは、ラミロに振り子時計を持って上がってくれないかと頼む。ラミロは美人に頼まれごとをされるのが嬉しく、軽々とそれを持ち上げて二階に去ってゆく。それと同時にコンセプシオンの愛人の一人であるゴンサルヴェが現れる。ゴンサルヴェは自作の恋愛詩を披露することで頭がいっぱいで、早いことお楽しみに移りたい彼女の気持ちがわからず、間の抜けた詩を朗読する。そこにラミロが戻ってくるので、悪いけれどさっきの時計ではなくもう一つの時計のほうが部屋に合ってそうだからそちらを二階に上げてくれないかと頼む。ラミロはさきほど運んだ時計を取りにまた二階に戻ってゆく。コンセプシオンはゴンサルヴェを振り子時計の中に隠してしまう。

### 第7場～第8場
そこにもう一人の求愛者イニーゴがやってきて、早速コンセプシオンを熱烈に口説き始める。大きな声で「おめでたいご主人に役所の時計を調整させる仕事を与えたのは私だ」と自慢する。コンセプションはイニーゴの声が時計の中に隠れているゴンサルヴェに聞こえてしまうのを恐れて「大きな声でしゃべらないで！時計には耳があるのよ！」と言う。そこへ、第一の時計を持ちかえったラミロが戻って来る。ラミロはゴンサルヴェの入った第二の時計を持ってまた二階に上がってゆく。コンセプシオンはイニーゴに店番をするように頼むと、ラミロと一緒に二階に上がっていこうとするが、異常に重いので不審に思う。コンセプシオンはイニーゴに店番を頼み、ラミロと二階に上がって行く。

### 第9場～第13場
残されたイニーゴは悪戯心から、時計の中に隠れて降りてきた彼女を驚かせて、気を引こうとする。イニーゴは肥満で中に入るのに手間取ったが、なんとか中に入るとラミロが戻ってくる。コンセプシオンに店番を頼まれたラミロは彼女の美しさに惹かれているが、「女心は時計のように複雑だが、自分がもっているのは時計を運ぶ力だけだ」と歌う。すると、コンセプシオンが降りてきて、「部屋に合わない時計が置いてある」と嘆いて、ラミロにゴンサルヴェが入った時計を二階に取りに行かせる。イニーゴはおどけを始めようとしたが、体が挟まって外に出られない。コンセプシオンに「若者は経験不足、浮気の相手は中年に限る」と口説く。そこへ、ラミロがゴンサルヴェの入った時計を降ろしてくる。そして、馬鹿力を発揮して、イニーゴの入っているもう一方を持って上がる。コンセプシオンはラミロの怪力に感心する。

### 第14場～第18場
コンセプシオンはゴンサルヴェに呆れると、時計から出して、早く立ち去るように言う。ゴンサルヴェは全く意に介さず、朗読を続けるが、コンセプションは愛層を尽かして、奥に下がる。一人になったゴンサルヴェは彼の隠れ家森の精についての詩を作ろうとする。そこに、ラミロが戻ってくるので時計の中に隠れる。興奮したコンセプシオンが降りてきたのを見て、ラミロはまた時計を担いで二階に上がる。コンセプションは「2人の恋人は不粋者とうすのろで！何と情けない浮気だろう！」と嘆く。夫の帰ってくる時刻が近づいている。ラミロがイニーゴの入った時計を担いで戻ってくると欲求不満のコンセプシオンは焦って、目先を変え、筋肉質で力持ちのラミロに目をつけ、時計はいいからと彼を二階の部屋へと誘う。

### 第19場～第20場
イニーゴは時計から出ようとするが、ゴンサルヴェの方が先に時計から出てくる。外に出ようとしたところで店の主人が帰ってくるので再び時計の中に入ろうとするが、間違えてイニーゴのいる時計を開けてしまう。トルケマダの疑念を招くまいと、イニーゴは振り子をよく見ようとして挟まってしまったと言い訳し、ゴンサルヴェは時計を買うのだという。ラミロとコンセプシオンが降りてくる。みんなでイニーゴを引き出そうとするが上手く行かない。皆が困惑しているとラミロは一人で軽々と引き出してしまう。イニーゴもやむなく時計を買うことになる。

### 第21場
最後は5人が揃って、愉快な5重唱〈ボッカッチョの物語の教訓〉「役に立つ恋人を一人だけ選べ。恋愛沙汰では驢馬弾きにお鉢が回って来ることもある」と歌い、フィナーレとなる。

## 主な全曲録音・録画
| 年   | 配役 コンセプシオン ラミロ ゴンサルヴェ イニーゴ トルケマダ                                                   | 指揮者 管弦楽団                                                                              | レーベル                              |
| ---- | --- | -------------------------------------------------------------------------------------------- | ------------------------------------- |
| 1965 | ジャーヌ・バルビエ ガブリエル・バキエ ミシェル・セネシャル ジョゼ・ヴァン・ダム ジャン・ジロドー              | ロリン・マゼール フランス国立放送管弦楽団                                                    | CD:DG EAN:0028942371927               |
| 2012 | ステファニー・ドゥストラック エリオット・マドレ アレック・シュレイダー ポール・ゲー フランソワ・ピオリーノ    | 大野和士 ロンドン・フィルハーモニー管弦楽団 演出:ロラン・ペリー グラインドボーン音楽祭で録画 | DVD:Fra Musica EAN:3770002003138      |
| 2013 | イザベル・ドリュエ マルク・バロー ニコラ・クルジャル フレデリック・アントゥン ルカ・ロンバルド                | レナード・スラットキン リヨン国立管弦楽団                                                    | CD:Naxos EAN:0730099033770            |
| 2015 | ステファニー・ドゥストラック アレクサンドル・デュアメル ヤン・ブロン ポール・ゲー ジャン=ポール・フシェクール | ステファヌ・ドゥネーヴ シュトゥットガルト放送交響楽団                                        | CD:Hanssler Classic EAN:0747313901685 |